# Stella (Nebraska)
Stella – wieś w Stanach Zjednoczonych, w stanie Nebraska. W 2010 roku liczyła 152 mieszkańców.